# Mårbacka (Buch)
Mårbacka ist der Titel des ersten Teils der Autobiografie der schwedischen Schriftstellerin Selma Lagerlöf, erschienen 1922. Der Titel bezieht sich auf das Gut Mårbacka, auf welchem Selma Lagerlöf aufgewachsen ist.

## Inhalt
Mårbacka behandelt Selma Lagerlöfs erstes Lebensjahrzehnt. Dabei erzählt Selma Lagerlöf nicht chronologisch, sondern beschreibt in fünf Teilen das Leben und die Menschen auf Gut Mårbacka und die Geschichten, die sie als Kind gehört hatte. Ihre eigene Person nimmt Selma Lagerlöf in dem Buch völlig zurück und berichtet aus einer abwägenden und leicht ironischen Distanz. Von sich selbst schreibt sie in der dritten Person („Selma“), meistens tritt sie aber nur mit ihren Schwestern zusammen unter der Bezeichnung „die kleinen Mädchen“ auf. Ihren Vater bezeichnet sie stets als „Leutnant Lagerlöf“ oder nur „der Leutnant“, ihre Mutter heißt schlicht „Frau Lagerlöf“.
Im ersten Teil, Strömstadsresan („Die Reise nach Strömstad“) beschreibt Selma Lagerlöf, wie sie mit drei Jahren plötzlich gelähmt war und später ebenso plötzlich wieder gesund wurde. Der zweite Teil, Den gamla hushållerskans historier („Geschichten der alten Haushälterin“), handelt von ihren Großeltern väterlicherseits und deren Familien. Die Geschichte des Guts Mårbacka und seiner Menschen ist Thema des dritten Teils, Gamla byggnader och gamla människor („alte Gebäude und alte Menschen“). Im vierten Teil, Det nya Mårbacka („Das neue Mårbacka“) erzählt Selma Lagerlöf von ihrem Vater und dessen – ausgeführten und nicht ausgeführten – Plänen, Mårbacka auszubauen und zu vergrößern. Der abschließende fünfte Teil, Vardag och fest („Alltag und Fest“) beschreibt das Leben von Selma Lagerlöfs Familie. Die einzelnen Teile bestehen, wie für Selma Lagerlöf typisch, aus Kapiteln, die jeweils in sich abgeschlossene Episoden darstellen und die in ihrer Gesamtheit einen guten Eindruck von Mårbacka und den dort lebenden Menschen geben.
Mårbacka ist nicht nur interessant, weil es ein gutes Bild vom Leben auf einem abgelegenen Gutshof im Schweden vergangener Zeiten vermittelt. Von Interesse ist das Buch auch deshalb, weil hier der biographische Hintergrund vieler Werke Selma Lagerlöfs deutlich wird: Die im zweiten Teil geschilderte Geschichte ihrer Großeltern väterlicherseits bildet das Material für den Roman Liljecronas Heim, die Geschichte vom zahmen Gänserich, der sich im Frühling den ziehenden Wildgänsen anschloss und im Herbst zurückkehrte, fand Eingang in Nils Holgersson, die Geburtstagsfeier ihres Vaters kommt in Der Kaiser von Portugallien vor, und die Geschichte vom einsam im Wald lebenden ehemaligen Soldaten, der es nicht verkraftet, an den Krieg erinnert zu werden, verwendet Selma Lagerlöf im Kapitel Skogstorpet („Der Hof im Wald“) in Gösta Berling. Die Erfahrung einer plötzlichen Lähmung und einer ebenso plötzlichen Heilung schließlich hat Selma Lagerlöf in der Figur der Karin Ingmarsdotter in Jerusalem verarbeitet.

## Aktuelle deutsche Ausgabe
- Marbacka. Kindheitserinnerungen. Langen-Müller, München 2008, ISBN 978-3-7844-3141-3

## Weblink
- Der komplette Text von Mårbacka auf Schwedisch